# Горакхдхам-экспресс
«Горакхдхам Экспресс» (хинди गोरखधाम एक्सप्रेस) — индийский сверхскоростной экспресс, курсирующий между городами Горакхпур и Хисар через столицу страны — Нью-Дели.
Маршрут экспресса длиной 963 километра начинается от вокзала города Горакхпур, совершает 13 остановок в городах Кхалилабад, Басти, Гонда, Барабанки, Лакхнау, Уннао, Канпур, Нью-Дели, Шакур-Басти, Нанглои-Джат, Бахадургарх, Рохтак, Бхивани, заканчивается маршрут в Хисаре. Номер поезда, следующего эти маршрутом — 12555, следующего в обратном направлении — 12556.
Время экспресса в пути составляет 17 часов и 25 минут, то есть средняя скорость состава равняется 55,3 км/ч. Вообще же скорость экспресса на разных участках составляет от 55 до 98 км/ч. Отправление во второй половине дня, прибытие утром.
Как правило используется локомотив EMD GT46PAC, поезд состоит из 24 пассажирских вагонов, в том числе 5 кондиционированных. В поезде работает пункт общественного питания, есть уборщики.

## Происшествия
- 2 января 2010 года в густом тумане Горакхдхам Экспресс столкнулся с Prayagraj Express недалеко от городка Панки[англ.] (пригород Канпура). В результате катастрофы 10 человек погибли[1], более 50 получили ранения[2].
- 26 мая 2014 года Горакхдхам Экспресс протаранил стоящий у станции Кхалилабада товарный поезд, в результате чего шесть пассажирских вагонов перевернулись[3], не менее 40 человек погибли, около 100 получили ранения[4].